# Isabelle Le Nouvel
 (décembre 2024).
La mise en forme du texte ne suit pas les recommandations de Wikipédia : il faut le « wikifier ».
Les points d'amélioration suivants sont les cas les plus fréquents. Le détail des points à revoir est peut-être précisé sur la page de discussion.
- Les titres sont pré-formatés par le logiciel. Ils ne sont ni en capitales, ni en gras.
- Le texte ne doit pas être écrit en capitales (les noms de famille non plus), ni en gras, ni en italique, ni en « petit »…
- Le gras n'est utilisé que pour surligner le titre de l'article dans l'introduction, une seule fois.
- L'italique est rarement utilisé : mots en langue étrangère, titres d'œuvres, noms de bateaux, etc.
- Les citations ne sont pas en italique mais en corps de texte normal. Elles sont entourées par des guillemets français : « et ».
- Les listes à puces sont à éviter, des paragraphes rédigés étant largement préférés. Les tableaux sont à réserver à la présentation de données structurées (résultats, etc.).
- Les appels de note de bas de page (petits chiffres en exposant, introduits par l'outil «  Source ») sont à placer entre la fin de phrase et le point final[comme ça].
- Les liens internes (vers d'autres articles de Wikipédia) sont à choisir avec parcimonie. Créez des liens vers des articles approfondissant le sujet. Les termes génériques sans rapport avec le sujet sont à éviter, ainsi que les répétitions de liens vers un même terme.
- Les liens externes sont à placer uniquement dans une section « Liens externes », à la fin de l'article. Ces liens sont à choisir avec parcimonie suivant les règles définies. Si un lien sert de source à l'article, son insertion dans le texte est à faire par les notes de bas de page.
- La présentation des références doit suivre les conventions bibliographiques. Il est recommandé d'utiliser les modèles {{Ouvrage}}, {{Chapitre}}, {{Article}}, {{Lien web}} et/ou {{Bibliographie}}. Le mode d'édition visuel peut mettre en forme automatiquement les références.
- Insérer une infobox (cadre d'informations à droite) n'est pas obligatoire pour parachever la mise en page.

Pour une aide détaillée, merci de consulter Aide:Wikification.
Si vous pensez que ces points ont été résolus, vous pouvez retirer ce bandeau et améliorer la mise en forme d'un autre article.
 (décembre 2024).
Pour les articles homonymes, voir Nouvel (homonymie).
Isabelle Le Nouvel, née le 27 août 1973 à Lyon, est une dramaturge, écrivaine et actrice française.

## Biographie
Elle écrit Big Apple, créée en janvier 2014 au Théâtre de l'Ouest Parisien dans une mise en scène de Niels Arestrup avec pour interprètes Marianne Basler et Christophe Malavoy. La pièce est reprise au Théâtre de Paris, salle Réjane. 
Elle écrit Le syndrome de l'écossais (L’avant- scène théâtre n°1399), créée en janvier 2016, au Théâtre des Nouveautés, dans une mise en scène de Jean-Louis Benoit, avec pour interprètes, notamment, Thierry Lhermitte et Bernard Campan. Le spectacle est repris à Paris, au Théâtre des Nouveautés. Il part en tournée en France, en Belgique et en Suisse, puis fait l'objet d'une captation en direct sur France 2. 
Elle écrit ensuite Skorpios au loin (L’avant- scène théâtre n° 1451) - Prix Théâtre 2018 de la Fondation Barrière - créée en septembre 2018 au Théâtre des Bouffes Parisiens, dans une mise en scène de Jean-Louis Benoit, avec Ludmila Mikaël et Niels Arestrup. 
Elle signe 88 fois l'infini, une écriture plus personnelle, (L’avant- scène théâtre n° 1500), créée en octobre 2021, dans une mise en scène de Jérémie Lippmann, avec François Berléand et Niels Arestrup. La pièce est un succès et part en tournée en France, en Belgique et en Suisse.
Elle écrit Une étoile (L’avant- scène théâtre n°1541), créée en 2023 au Théâtre Montparnasse (Grande salle), avec, notamment, Macha Méril, dans une mise en scène de Stefan Druet.
En 2025, sa nouvelle pièce, Mélancolie de la gloire, paraît aux éditions L’avant-scène Théâtre.
Isabelle Le Nouvel est l’auteure de deux romans : La Femme qui n’aimait plus les hommes (Michel Lafon) paru en 2021, et Demain, dès l’aube (Michel Lafon), qui paraît en janvier 2023.
Comme comédienne, elle a travaillé sous la direction de : Gilles Chavassieux (La Mégère apprivoisée de Shakespeare, L'Émission de télévision de Michel Vinaver), Claude Lesko (L'Oncle Vaniad'Anton Tchekhov), Denis Llorca (Romeo et Juliette de Shakespeare et Les Misérables d’après Victor Hugo), Jacques Weber (Phèdre), Niels Arestrup (Beyrouth hôtel de Rémi de Vos), Jacques Lassalle (Visite au père de Roland Schimelpfenning) etc. 
En 2009, elle écrit et interprète L'Invitation, avec Guillaume Gallienne, un court-métrage réalisé par Niels Arestrup. En 2010, elle réalise La Tête de l'emploi, avec Gisèle Casadesus et Isabelle Sadoyan.

## Autrice

### Théâtre
- 2014 : Big Apple, mise en scène Niels Arestrup avec Christophe Malavoy et Marianne Basler, TOP, Théâtre de Paris Salle Réjane[1]
- 2016 : Le Syndrome de l'Écossais, mise en scène Jean-Louis Benoît avec notamment Thierry Lhermitte et Bernard Campan, Théâtre des Nouveautés, tournée France, Suisse, Belgique et captation sur France 2[2],[3]. Publié à l'Avant-Scène Théâtre.
- 2018 : Skorpios au loin, mise en scène Jean-Louis Benoît avec Niels Arestrup et Ludmila Mikael. Théâtre des Bouffes-Parisiens [4]. Publié à l'Avant-Scène Théâtre. Prix Théâtre Fondation Barrière 2018[5]
- 2019-2021 : 88 fois l'infini, mise en scène Jérémie Lippmann avec François Berleand et Niels Arestrup, Théâtre des Bouffes-Parisiens[6]. Publié à l'Avant-Scène Théâtre.
- 2023 : Une Étoile, mise en scène Stefan Druet Toukaieff avec Macha Méril, Marc Citti, Laurent D'Olce et Claire Magnin, Théâtre Montparnasse[7]. Publié à l'Avant-Scène Théâtre.
- 2025 : Mélancolie de la gloire, Publié à l'Avant-Scène Théâtre.

### Romans
- 2021 : La femme qui n'aimait plus les hommes, Michel Lafon[8]
- 2023 : Demain, dès l'aube, Michel Lafon[9]

### Télévision
- 2017 : Le Syndrome de l'Écossais de Jean-Louis Benoît et Isabelle Le Nouvel (téléfilm)

## Actrice

### Théâtre
- 1994 : La Dernière Nuit d'après Didier Decoin, mise en scène Jaromir Knittl
- 1995 : La Mégère apprivoisée de William Shakespeare, mise en scène Gilles Chavassieux
- 1995 : Ondine de Jean Giraudoux, mise en scène Jean-Paul Lucet
- 1996 : L'Oncle Vania de Anton Tchekhov, mise en scène Claude Lesko
- 1996 : L'Émission de télévision de Michel Vinaver, mise en scène Gilles Chavassieux
- 1997 : Objet du délie d'après Maurice Scève, mise en scène Philippe Chambon
- 1997 : Le Récit de Colometa d'après La Place du diamant de Mercè Rodoreda, mise en scène Kristian Fredric
- 1997 : Roméo et Juliette de William Shakespeare, mise en scène Denis Llorca
- 1998 : Savannah Bay de Marguerite Duras, mise en scène Catherine Sermet
- 1999 : Les Misérables d'après Victor Hugo, mise en scène Denis Llorca
- 2000 : Partition de Jean Yves Picq, mise en scène Jacques Mornas
- 2000 : Hautes Altitudes de Joel Dragutin, mise en scène Joel Dragutin
- 2001 : Paroles d'acteurs d'après Anton Tchekhov, mise en scène Niels Arestrup
- 2002 : Phèdre de Racine, mise en scène Jacques Weber, Théâtre national de Nice, Théâtre Déjazet
- 2003 : À chacun sa vérité de Luigi Pirandello, mise en scène Bernard Murat, Centre national de création d'Orléans, Théâtre Antoine - Simone-Berriau
- 2005 : Le Cid de Pierre Corneille, mise en scène Henri Lazarini
- 2007 : Épouses Républicaines d'après Jim Harrison, mise en scène Niels Arestrup
- 2008 : Visite au Père de Roland Schimmelpfennig, mise en espace Jacques Lassalle
- 2008 : Beyrouth Hotel de Rémi De Vos, mise en scène Niels Arestrup Studio des Champs-Élysées
- 2009 : Cycle de lectures textes de Matei Vișniec, mise en espace Salomé Lelouch Théâtre de Charenton
- 2010 : Les Heures blanches de Niels Arestrup, mise en espace Fabian Chappuis Festival NAVA
- 2010 : Aller chercher demain de Denise Chalem, mise en espace Denise Chalem Festival NAVA

### Cinéma
- 1995 : Krim de Ahmed Bouchaala
- 1996 : Jojo la frite de Nicolas Cuche
- 1996 : Madame le Proviseur de Jean Marbœuf (1 épisode)
- 1998 : Une voix en or de Patrick Volson
- 2000 : Victoire ou la Douleur des femmes de Nadine Trintignant
- 2000 : La Parenthèse enchantée de Michel Spinosa
- 2000 : Deuxième vie de Patrick Braoudé
- 2001 : Lavage d'amour de Jean Marbœuf
- 2001 : Le Pacte des loups de Christophe Gans
- 2001 : Confession d'un dragueur d'Alain Soral
- 2001: De si jolies sorcières d'Étienne Dhaene
- 2001 : Boulevard du Palais de Frédéric Auburtin (1 épisode)
- 2002 : Jugement d'une femme de Hassan Ben Jalloun
- 2002 : Rue des plaisirs de Patrice Leconte
- 2002 : A+ Pollux de Luc Pagès
- 2003 : L'Île maudite de Rémy Burkel
- 2006 : Les Amants du Flore de Ilan Duran Cohen
- 2007 : Le Candidat de Niels Arestrup
- 2009 : L'Invitation (court-métrage) de Niels Arestrup